# Tregurrian
Tregurrian – wieś w Anglii, w Kornwalii. Leży 52 km na północny wschód od miasta Penzance i 364 km na zachód od Londynu.